# Maria Rus
Maria Rus (* 19. Januar 1983 in Sângeorz-Băi) ist eine ehemalige rumänische Leichtathletin, die sich auf den Sprint und Hürdenlauf spezialisiert hat. Ihren größten Erfolg feierte sie mit dem Gewinn der Bronzemedaille mit der rumänischen 4-mal-400-Meter-Staffel bei den Hallenweltmeisterschaften 2004.

## Sportliche Laufbahn
Erste internationale Erfahrungen sammelte Maria Rus bei den 1999 erstmals ausgetragenen Jugendweltmeisterschaften in Bydgoszcz, bei denen sie mit 55,26 s im Halbfinale im 400-Meter-Lauf ausschied. Im Jahr darauf belegte sie bei den Juniorenweltmeisterschaften in Santiago de Chile in 53,46 s den vierten Platz über 400 m und gewann mit der rumänischen 4-mal-400-Meter-Staffel in 3:34,49 min die Bronzemedaille. 2001 gewann sie bei den Balkan-Hallenmeisterschaften in Piräus in 55,11 s die Silbermedaille über 400 m und im Sommer gelangte sie bei den Junioreneuropameisterschaften in Grosseto mit 54,20 s auf Rang sechs und gewann mit der Staffel in 3:41,12 min die Bronzemedaille. Anschließend siegte sie in 55,68 s über 400 m bei den Balkan-Juniorenmeisterschaften in Ankara. 2003 gewann sie bei den Balkan-Hallenmeisterschaften in Peania in 54,30 s die Silbermedaille über 400 m und im Juli gewann sie bei den U23-Europameisterschaften in Bydgoszcz in 57,01 s die Bronzemedaille im 400-Meter-Hürdenlauf hinter der Russin Oksana Gulumjan und Irēna Žauna aus Lettland. Anschließend nahm sie an der Sommer-Universiade in Daegu teil und wurde dort in 56,34 s Vierte über die Hürden. Im Jahr darauf startete sie mit der Staffel bei den Hallenweltmeisterschaften in Budapest und gewann dort in 3:30,06 min gemeinsam mit Angela Moroșanu, Alina Rîpanu und Ionela Târlea die Bronzemedaille hinter den Teams aus Russland und Belarus. Anfang Juli siegte sie in 56,09 s über 400 m Hürden bei den Balkan-Meisterschaften in Istanbul und anschließend nahm sie mit der Staffel an den Olympischen Sommerspielen in Athen teil und klassierte sich dort mit 3:26,81 min im Finale auf dem sechsten Platz. 2005 verpasste sie bei den Weltmeisterschaften in Helsinki mit 3:30,97 min den Finaleinzug mit der Staffel und im Juni 2007 bestritt sie in Bukarest ihren letzten offiziellen Wettkampf und beendete daraufhin ihre aktive sportliche Karriere im Alter von 24 Jahren.
In den Jahren 2003 und 2004 wurde Rus rumänische Meisterin im 400-Meter-Lauf sowie über 400 m Hürden. Zudem wurde sie 2003 Hallenmeisterin über 400 Meter.

## Persönliche Bestleistungen
- 400 Meter: 52,64 s, 4. Juni 2004 in Bukarest
  - 400 Meter (Halle): 54,30 s, 4. März 2003 in Peania
- 400 m Hürden: 56,09 s, 3. Juli 2004 in Istanbul